# Vidama

Representação heráldica da coroa de vidama: quatro cruzes das quais três visíveis

Vidama (em francês: vidame, do latim vicedomĭnu-) é um título de nobreza francês bastante raro. Era um título usado por um oficial ou por um funcionário que representava um senhor.
O vidama era, na sua origem, a pessoa que organiza o exército e recolhe os direitos feudais dum senhor eclesiástico, pelo que o titular pertencia ao clero regular ou secular. Ele exercia, em nome do senhor feudal, um certo número de direitos feudais. Já na época moderna, o título de vidama é integrado na hierarquia nobiliárquica , sendo considerado equivalente a Visconde. Certos títulos de vidamas estavam associados a feudos e outros eram hereditários.

## França
Em França são vários os vidamas que se conhecem:
- de Angers - associado ao bispado, por Eudo de Sarmaise ao serviço do Bispo Eusébio Brunoni (1047-1081), comandando o exército do bispado ao lado de Fulque IV de Anjou;
- de Amiens - associado às terras de Picquigny;
- de Beauvais - associado às terras de Gerberoy. Foi depois reassociado ao bispado no século XIII; a justiça do vidama de Gerberoy compreendia 160 feudos e mais de 400 Vavassalos;
- de Châlons-en-Champagne - Hubert Féret (1500-1574)[3]; Pedro Guilherme, barão de Saint Eulien[4], foi vidama de Châlons em 1664[5]; Nicolas Rolin, 20º vidama de Châlons (1444-1462);
- de Chartres - associado às terras de Ferté-Arnault (também chamadas la Ferté-Vidame). O mais ilustre que usou este título foi Luís de Rouvroy, duque de Saint-Simon[6];
- de Genebra - o título de vidama de Genebra pertencia à família de Candie de Chambéry;
- de Lauduno - título que passa por numerosas famílias, entre as quais os de Roye, de la Rochefoucauld, de Béthune e de Gontaut;
- de Mans - título que pertencia à familia d'Angennes de Rambouillet;
- de Meaux - título que pertencia à família de Vaudétar;
- de Normandia - título que pertenceu a numerosas famílias, entre as quais as de Pavilly, d'Esneval e de Dreux;
- de Sarlat - Antoine Paul Jacques de Quélen de Stuer de Caussade (1706-1772), duque de la Vauguyon, príncipe de Carency, par de França, e vidama de Sarlat.
- de Bugey - os últimos vidamas conhecidos são os senhores de Verneaux.

## Saboia e Suiça
Na Saboia e na Suíça, o termo tornou-se vidonne, ou vidomne para designar aqueles que detinham as terras dum bispado ou duma abadia.
Um vidama (em latim Vice dominus), era um título usado por um oficial ou funcionário representante dum senhor, fosse ele eclesiástico ou laico, na região histórica da Saboia (condado de Saboia, condado de Genebra) ou na Suiça. As suas atribuições, sempre seculares, variavam de acordo com o poder do Senhor que representavam ou da dimensão da circunscrição que lhes era confiada. A maior parte das das suas funções tornaram-se hereditárias no século XII.

## Sacro Império
No Arcebispado-Eleitorado de Mogúncia (Mainz), o Vidama (Vizedome) era, na origem, um funcionário da administração central. Como a soberania do arcebispado estendia-se a territórios muito parcelados, era necessário descentralizar a administração: o Arcebispo Adalberto I de Sarrebruck (1112-1137) nomeia em 1120 quatro vidamas para os feudos de Mogúncia-Rheingau, Aschafemburgo, Eichsfeld-Hesse e Erforte, que eram intermediários entre o governo e as administrações locais.
Em Erforte como nos casos de Rheingau, os titulares acabaram por unir o cargo de vidama ao arcebispado (1342). De seguida, a administração passa a ser exercida por curadores episcopais; o título de vidama, embora não tenha desaparecido, perdera o significado inicial, tornando-se um título de cortesia.